# Caryodaphnopsis burgeri
Caryodaphnopsis burgeri är en lagerväxtart som beskrevs av N. Zamora V. & L.J. Poveda A.. Caryodaphnopsis burgeri ingår i släktet Caryodaphnopsis och familjen lagerväxter. Inga underarter finns listade i Catalogue of Life.